# Centralny Urząd Drobnej Wytwórczości
Centralny Urząd Drobnej Wytwórczości – centralny urząd administracji państwowej funkcjonujący w Polsce w latach 1950–1951, podległy przewodniczącemu Państwowej Komisji Planowania Gospodarczego, powołany w celu wspierania rozwoju przemysłu terenowego, związków spółdzielczych i rzemieślników.

## Utworzenie urzędu
Urząd został utworzony 30 marca 1950 r. na mocy ustawy z 7 marca 1950 r. w miejsce zlikwidowanych izb przemysłowo-handlowych i ich związku, działających na podstawie przepisów przedwojennych.

## Zakres działania urzędu
Do zakresu działania Urzędu należały sprawy drobnej wytwórczości, tj. państwowego przemysłu miejscowego, spółdzielczości pracy i spółdzielczości rzemieślniczej oraz rzemiosła i prywatnego przemysłu, a w szczególności:
- zapewnienie rozwoju państwowego przemysłu miejscowego i wytwórczości spółdzielczej,
- ustalanie stosunku drobnej wytwórczości do podstawowych gałęzi przemysłu państwowego, zgodnie z potrzebami gospodarki narodowej,
- planowanie zaopatrzenia materiałowego, produkcji, obrotu towarowego, finansów i inwestycji drobnej wytwórczości,
- nadzór nad państwowym przemysłem miejscowym,
- nadzór państwowy nad spółdzielczością pracy i rzemieślniczą spółdzielczością pomocniczą,
- koordynowanie działalności drobnej wytwórczości,
- nadzór państwowy nad izbami rzemieślniczymi i ich związkiem,
- sprawy cechów i ich związków,
- sprawy zrzeszeń przemysłu prywatnego,
- sprawy administracji przemysłowej w stosunku do drobnej wytwórczości,
- sprawy kadr drobnej wytwórczości.

Zakres działania Urzędu nie obejmował rolnej spółdzielczości produkcyjnej.

## Kierowanie urzędem
Na czele Urzędu stał prezes, którego mianował i odwoływał prezes Rady Ministrów na wniosek przewodniczącego Państwowej Komisji Planowania Gospodarczego.
Organami terenowymi Urzędu w sprawach administracji przemysłowej były wojewódzkie i powiatowe władze administracji ogólnej. 
W latach 1950–1951 prezesem urzędu był Adam Żebrowski.

## Struktura urzędu
W skład Centralnego Urzędu Drobnej Wytwórczości wchodziły następujące jednostki organizacyjne:
- Gabinet Prezesa
- Departament Finansowy
- Departament Kadr i Zatrudnienia
- Departament Produkcyjno-Techniczny
- Departament Przemysłu Miejscowego
- Departament Przemysłu Terenowego Materiałów Budowlanych
- Departament Spółdzielczości Pracy
- Departament Wytwórczości Nieuspołecznionej
- Departament Zaopatrzenia i Zbytu
- Biuro Budżetowo-Gospodarcze
- Biuro Inwestycji
- Biuro Kontroli
- Biuro Planowania

## Zniesienie urzędu
Urząd został zniesiony 18 czerwca 1951 r. na mocy ustawy z 25 maja 1951 r., jego zadania przejęło nowo utworzone Ministerstwo Przemysłu Drobnego i Rzemiosła.